# Полет 091 на „Мандала Еърлайнс“
Полет 091 на „Мандала Еърлайнс“ е редовен вътрешен пътнически полет от международното летище Полония, Медан, Северна Суматра, до международното летище „Сукарно – Хата“, Джакарта, Индонезия, управляван от „Мандала Еърлайнс“. На 5 септември 2005 г. самолетът „Боинг 737-230 Adv“, който изпълнява полета, се разбива в гъсто населен жилищен район секунди след излитане от Медан, което причинава смъртта на 100 души от 112 пътници и 5 членове на екипажа на борда на машината. Още 49 цивилни загиват на земята при сблъсъка на самолета.
В катастрофата загиват лидерът на Северна Суматра, губернаторът Ризал Нурдин и неговият предшественик Раджа Инал Сирегар, което допълнително шокира хората и обществеността в страната. С общо 149 смъртни случая това е най-смъртоносната авиационна катастрофа с участието на „Боинг 737-230“. В този момент това е втората най-смъртоносна катастрофа със самолет в Индонезия след инцидента при полет 152 на „Гаруда Индонезия“ през 1997 г., но по-късно е надмината, когато самолетите, които изпълнават полет 8501 на „Индонезия ЕърЕйжа“ и полет 610 на „Лайън Еър“, се разбиват, съответно през 2014 г. и 2018 г.
Индонезийският национален комитет за безопасност на транспорта заключава, че катастрофата е причинена от действията на екипажа, който не конфигурира самолета правилно за излитане. Прибраните клапи и предкрилки на крилата довеждат до невъзможност за безопасно излитане на самолета поради недостатъчна подемна сила. Предупреждението за излитане не е чуто и разследващите заявяват, че е възможно пилотите да не получават сигналите за неправилната конфигурация и следователно да не са наясно с погрешните си действия.